# 井上良弘
井上 良弘（いのうえ よしひろ）は、多摩大学経営情報学部客員教授、リコー子会社の社外取締役。

## 経歴
山形県白鷹町荒砥出身。明治大学商学部卒業後、1971年にリコー入社。営業、人事の部門に関わる。多摩大学には社会人大学院に通っていた時に松浦敬紀（当時の経営情報学部長）の推薦により、講師として教鞭をとり始める（また初代学長の野田一夫が当時のリコーの会長と大学の同級生であった）。2003年に多摩大学大学院経営情報学研究科博士課程修了。リコー・ヒューマン・クリエイツ販売教育事業部推進室長、リコー人材開発室長、社外では首都圏白鷹会副幹事長を歴任。